# Campionato africano maschile di pallacanestro 1989
Il 15º Campionato Africano Maschile di Pallacanestro FIBA si è svolto dal 16 al 27 dicembre 1989 a Luanda in Angola. Il torneo è stato vinto dai padroni di casa.
I Campionati africani maschili di pallacanestro sono una manifestazione biennale tra le squadre nazionali del continente, organizzata dalla FIBA Africa, all'epoca AFABA.

## Squadre partecipanti
| Gruppo A                                                 | Gruppo B                                                       |
| -------------------------------------------------------- | -------------------------------------------------------------- |
| - Algeria - Mali - Rep. Centrafricana - Senegal - Zambia | - Angola - Costa d'Avorio - Egitto - Kenya - Marocco - Tunisia |

## Classifica finale
| Campione d'Africa | Campione d'Africa  | Campione d'Africa |
| --- | ------------------ | --- |
| Angola4 Trosso, 5 Moreira, 6 Victoriano, 7 Ucuahamba, 8 Coimbra, 9 Sousa, 10 Assis, 11 Cristo, 12 Dias, 13 Macedo, 14 Guimarães, 15 Conceição, All. Victorino Cunha |                    | |
| Argento | Egitto             | Egitto4 el-Fetouh, 5 Moussa, 6 Sedqi, 7 al-Sayid, 8 Attalah, 9 Abu al-Khair, 10 el-Kordi, 11 Mahmoud Ali, 12 Khalil, 13 Soliman, 14 Mohamed, 15 Abdel-Aziz, All. -                  |
| Bronzo | Senegal            | Senegal4 Sadji, 5 Ba, 6 Sarr, 7 Gomis, 8 N'Doye, 9 Sene, 10 Gaye, 11 Preira, 12 Barry, 13 N'Diaye, 14 Niaye, 15 Diop, All. -                                                        |
| 4. | Mali               | Mali4 S. Kanouté, 5 Bamba, 6 Doumbia, 7 A. Kanouté, 8 Traoré, 9 Tamboura, 10 Ba, 11 Diakité, 12 Diouf, 13 Dieng, 14 Fofana, 15 Touré, All. -                                        |
| 5. | Costa d'Avorio     | Costa d'Avorio4 Diop, 5 Silva, 6 Fofana, 7 Dioum, 8 Touré, 9 Diara, 10 Diakité, 11 Daho, 12 Aristide, 13 Lath, 14 Ouattara, 15 Djadji, All. -                                       |
| 6. | Algeria            | Algeria4 Chouiha, 5 Mehnaoui, 6 Faid, 7 Malki, 8 Barka, 9 Sellal, 10 Yahia, 11 Doguemane, 12 Bensaid, 13 Sahraoui, 14 Ghedioui, 15 Aktouf, All. -                                   |
| 7. | Rep. Centrafricana | Rep. Centrafricana4 Oumarou, 5 A. Goporo, 6 Latibou, 7 Kongaouin, 8 Pehoua-Pelema, 9 M'Bongo, 10 F. Goporo, 11 Laguerre, 12 N'Guilibe, 13 Lavodrama, 14 Bella, 15 Naoueyama, All. - |
| 8. | Tunisia            | Tunisia4 Njah, 5 A. Ben, 6 Gara-Ali, 7 Ghrib, 8 Teleb, 9 Housseini, 10 Ben Mbarek, 11 Haddad, 12 Nabli, 13 M. Ben, 14 Nefzi, 15 Ben Yedder, All. -                                  |
| 9. | Marocco            | Marocco4 Oussaadan, 5 Chafif, 6 Benkhadouj, 7 Boussehain, 8 Jouhri, 9 Mjahad, 10 Foundou, 11 Yatribi, 12 Haddany, 13 El, 14 Hachad, 15 Mezhar, All. -                               |
| 10. | Zambia             | Zambia4 Zimba, 5 Chawelwa, 6 Simwanza, 7 Mhango, 8 Pelete, 9 Phiri, 10 Kamwendo, 11 Singogo, 12 Chileshe, 13 Sichone, 14 Wonani, 15 Kachimba, All. -                                |
| 11. | Kenya              | Kenya4 Yugi, 5 Kariuki, 6 Odhiambo, 7 Amugune, 8 Odera, 9 Ochieng, 10 Omany, 11 Awour, 12 Ofula, 13 R. Owino, 15 G. Owino, All. -                                                   |